# 相田幸二
相田幸二（あいた こうじ、1975年6月17日 - ）は、山形県米沢市出身の料理研究家。宮城県仙台市在住。愛称はこうちゃん。キャッチフレーズは「幸せ料理研究家」。既婚。

## 経歴
16歳からの4年間、ホテルの和食部門において板前修行を積む。20歳でサラリーマンへ転身。職業としての食の世界からはしばらく離れる事になるが、自宅に招いた友人へ手料理を振舞うなど、料理への情熱は持ち続けていた。
30歳を迎えるにあたり、自らの店を開く事を計画。「人に出す料理」の勘を取り戻す方法を思案していたところ、現在は妻である女性（通称「こうカノ」または「こうつま」）からブログ開設を提案される。
2005年5月、Yahoo!ブログにて「こうちゃんの簡単料理レシピ」がスタート。程なくランキング上位の常連となる。2006年4月には同名のレシピ本(宝島社)第一弾が発売、その後同年9月の第二弾、2007年3月の第三弾、2008年2月の第四弾、2008年12月の第五弾、2009年6月の第六弾、2010年6月第七弾とシリーズ化された。韓国でも第一弾が発売されている。『こうちゃんの簡単料理レシピ』の宝島シリーズで累計200万部、そのほかの出版物を合わせると240万部の部数を記録した（2010年8月時点）。
2008年4月にニンテンドーDSソフト「こうちゃんの幸せ!簡単!お料理レシピ」が発売された。
2018年、Ⅰ型糖尿病を発症した。

## 著書
- 『こうちゃんの簡単料理レシピ』（宝島社、2006/04）
- 『こうちゃんの簡単料理レシピ2』（宝島社、2006/09）
- 『こうちゃんの簡単料理レシピ3』（宝島社、2007/03）
- 『こうちゃんレシピ 和食がいちばん!』（ヴィレッジブックス、2007/05）
- 『こうちゃんの簡単料理教室』（宝島社、2007/06）
- 『こうちゃんのしあわせ朝ごはん』（PHP研究所、2007/11）
- 『こうちゃんの簡単料理レシピ4』（宝島社、2008/02）
- 『こうちゃんレシピ　おいしい!韓国』（ヴィレッジブックス、2008/05）
- 『こうちゃんのご飯がススム！幸せおかず』（主婦と生活社、2008/06）
- 『こうちゃんの簡単料理レシピ5』（宝島社、2008/12）
- 『安うま！こうちゃん献立』（学習研究社、2009/03）

## テレビ出演
- こうちゃんの幸せごはん♪（週1回放送のミニ番組。仙台放送・さくらんぼテレビ・秋田テレビ）
- こうちゃんの簡単HAPPYレシピ（BS日テレ毎週土曜18:30-18:54）
- にじいろジーン（関西テレビ）料理コーナーの準レギュラー。
- はしのえみ✕こうちゃん 晩ごはん向上倶楽部（食と旅のフーディーズTV）

※ほか単発出演多数

## CM
- 和風レストランまるまつ
- 東北醤油